# Kom Ombo
Kom Ombo (egipčansko Nubt, Nubet ali Nubit (Nbyt), Zlato mesto,  arabsko كوم أمبو, Kom Ombo, koptsko ⲙⲃⲱ, Embo, starogrško starogrško Ὄμβοι, Omboi) ali Ombi, je mesto v Egiptu, ki slovi po staroegipčanskem templju Kom Ombo. V grško-rimskem obdobju je postalo grško naselje. Mesto stoji približno 50 km severno od Asuana (Sjene). V Starem Egiptu je delno obvladovalo trgovske poti med Nubijo in dolino Nila. Pomembno je postalo po izgradnji templja v 2. stoletju pr. n. št.

## Zgodovina
V antiki je Kom Ombo spadal v Tebaido, regijo trinajstih najbolj južnih nomov Gornjega Egipta med Abidosom in Asuanom in bil hkrati glavno mesto Ombskega noma. V Kom Ombu je bila v vseh obdobjih egipčanske zgodovine, faraonski, makedonski in rimski, nastanjena vojaška garnizija.
Kom Ombo je prvo mesto pod Asuanom, v katerem so izjemni ostanki Starega Egipta. Dolina Nila v tem delu njegovega toka ni primerna za bivanje večjega  števila prebivalcev. Reka teče med strmimi bregovi iz peščenjaka, na katerih je zelo malo plodne zemlje. V Kom Ombu sta dva templja, zgrajena iz kamna iz bližnjih kamnolomov v Hadjar-selselehu. Pomembnejši od njiju stoji na vrhu peščenega griča. Obširna besedila, posvečena bogu Aroeresu (Apolonu) in drugim božanstvom Ombitskega noma,  kažejo, da je bil nekakšen Panteon in da so bili v njegovi bližini nastanjeni vojaki. Manjši tempelj, ki  stoji severozahodno od prvega,  je bil posvečen boginji Izidi. Za oba templja je značilna impozantna arhitektura in ostanki poslikav v živih barvah. Obe svetišči sta iz ptolemajskega obdobja. Izjema je vhod iz peščenjaka, vgrajen v zidove iz opeke. Ta del templja je zgradil faraon Tutmoz III. v čast krokodiljega boga Sobeka.  Faraon sam je upodobljen na podboju vrat. V rokah drži merilni trs in dleto, simbola gradnje in hkrati posvetitve Sobekovega templja.  Ptolemajski deli večjega templja so izjema v skoraj univerzalni egipčanski arhitekturi. Pred svetiščem ni niti propilej niti dromona, v portiku pa je neparno število stebrov, skupaj petnajst, razporejenih v tri vrste. Trinajst stebrov še vedno stoji. Ker  ima svetišče dva vhoda, se zdi, da gre za dve svetišči, združeni  v eno. Vse to potrjuje domnevo, da gre za Panteon Omboškega noma. Nad vrati enega od vhodov v svetišče je napis v grščini, ki govori o zidanju ali obnovi   notranjosti svetišča. Dela sta opravila Ptolemaj VI. Filometor in njegova žena/sestra Kleopatra II. v letih 180-145 pr. n. št.  Grič, na katerem stojita templja, je močno izpodjedel Nil.
Prebivalci so Sobeku v čast hranili svetega krokodila. Nekaj mumij teh živali so odkrili v bližnjih katakombah. Juvenal je v svoji 15. satiri živahno opisal boj med Ombijci in Denderci, ki so bili lovci na krokodile. Eden od Ombijcev se je na begu spotaknil in padel. Denderci so ga ujeli in pojedli. Satirik je Kom Ombo in Dendero opisal kot bližnji mesti, čeprav sta oddaljeni skoraj 160 km. Na rimskih omboških novcih sta upodobljena krokodil in bog Sobek s krokodiljo glavo. 
V Kom Ombu so na enem od reliefov prvič prikazani kirurški instrumenti, med njimi skalpeli, kirete, pincete, raztegovalke, škarje in medicinske steklenice iz predrimskega obdobja Egipta. 
V Kom Ombu je bil tudi nilometer, s katerim so merili vodostaj Nila. Na drugem bregu Nila je bilo naselje Kontra Ombo. 
V predislamskem obdobju je bil v mestu sedež škofije Ombi, ki je še vedno na seznamu katoliških naslovnih sedežev.  Naslovni škof Omba je bil po imenovanju za krakovskega nadškofa  Karol Wojtyła, kasnejši papež Janez Pavel II.

## Podnebje
Po Köppnovi podnebni klasifikaciji je podnebje v Kom Ombu razvrščeno v vroče puščavsko podnebje (Bwh).
| Podnebni podatki za Kom Ombo    | Podnebni podatki za Kom Ombo | Podnebni podatki za Kom Ombo | Podnebni podatki za Kom Ombo | Podnebni podatki za Kom Ombo | Podnebni podatki za Kom Ombo | Podnebni podatki za Kom Ombo | Podnebni podatki za Kom Ombo | Podnebni podatki za Kom Ombo | Podnebni podatki za Kom Ombo | Podnebni podatki za Kom Ombo | Podnebni podatki za Kom Ombo | Podnebni podatki za Kom Ombo | Podnebni podatki za Kom Ombo |
| Mesec                           | Jan                          | Feb                          | Mar                          | Apr                          | Maj                          | Jun                          | Jul                          | Avg                          | Sep                          | Okt                          | Nov                          | Dec                          | Letno                        |
| ------------------------------- | ---------------------------- | ---------------------------- | ---------------------------- | ---------------------------- | ---------------------------- | ---------------------------- | ---------------------------- | ---------------------------- | ---------------------------- | ---------------------------- | ---------------------------- | ---------------------------- | ---------------------------- |
| Povprečna visoka temperatura °C | 24                           | 26                           | 30                           | 34.9                         | 38.9                         | 41.2                         | 40.6                         | 40.9                         | 38.6                         | 36.2                         | 30.6                         | 25.4                         | 33.9                         |
| Povprečna dnevna temperatura °C | 16.1                         | 17.6                         | 21.4                         | 26                           | 30.3                         | 32.4                         | 32.3                         | 32.5                         | 30.5                         | 28                           | 22.5                         | 17.7                         | 25.6                         |
| Povprečna nizka temperatura °C  | 8.3                          | 9.2                          | 12.8                         | 17.2                         | 21.7                         | 23.6                         | 24                           | 24.2                         | 22.4                         | 19.8                         | 14.5                         | 10                           | 17.3                         |
| Povprečna količina padavin mm   | 0                            | 0                            | 0                            | 0                            | 0                            | 0                            | 0                            | 0                            | 0                            | 0                            | 0                            | 0                            | 0                            |
| Vir: Climate-Data.org           |                              |                              |                              |                              |                              |                              |                              |                              |                              |                              |                              |                              |                              |

## Kom Ombo danes
V okolici Kom Omba so namakana polja, na katerih gojijo predvsem sladkorni trs in koruzo. 
Večina meščanov je domorodnih Egpčanov. Razen njih je v mestu tudi veliko Nubijcev, vključno z Madžarabci,  ki so bili tja preseljeni po nastanku Naserjevega jezera. 
Egiptovska vlada je leta 2010 načrtovala gradnjo sončne elektrarne z močjo 100 MW.

## Galerija
- Tempelj v Kom Ombu
- Vhod v tempelj
- Medicinski instrumenti
- Poslikava na stropu templja v Kom Ombu
- Muzej krokodilov